# 东达布逊湖
东达布逊湖是一个位于中国青海省格尔木中部县的湖泊，面积约为342.8平方千米。